# کارلوس انریکه دیاز دی لئون
کارلوس انریکه دیاز دی لئون (به اسپانیایی: Carlos Enrique Díaz de León) (زاده ۱۵ آوریل ۱۹۱۵ – درگذشته ۲۰۱۴) یک سیاست‌مدار اهل گواتمالا بود. وی از ۲۷ ژوئن ۱۹۵۴ تا ۲۹ ژوئن ۱۹۵۴ رئیس‌جمهور موقت گواتمالا بود.